# 细金鱼藻
细金鱼藻（学名：Ceratophyllum submersum），为金鱼藻科金鱼藻属下的一个植物种。